# 伊藤清司
伊藤 清司（いとう せいじ、1924年5月27日 - 2007年6月16日）は、日本の中国文化学者。慶應義塾大学名誉教授。

## 経歴
1924年、岩手県生まれ。1947年慶應義塾大学文学部史学科を卒業。同大学大学院に進学し、1959年に博士課程を満期退学した。
1962年、母校の慶應義塾大学文学部専任講師となり、後に助教授、1970年より教授。1984年からは同大学言語文化研究所所長も務めた。1991年、学位論文『東アジア民間説話の比較研究』を慶應義塾大学に提出し、文学博士号を取得。1988年に慶應義塾大学を定年退任し、名誉教授となった。その後は杏林大学外語学部教授として教鞭をとり、学部長もつとめた。また、中国雲南大学名誉教授。
2007年6月16日、骨髄異形成症候群のため東京都港区の病院で死去、83歳没。

## 研究内容・業績
専攻は中国古代史、民俗学である。絵姿女房、花咲爺、かぐや姫などの日本の伝説・民話の起源を大陸に求め、『竹取物語』については中国起源をとなえた。

## 家族・親族
- 息子：伊藤賢司は実業家。

## 著作
著書
- 『かぐや姫の誕生 古代説話の起源』講談社現代新書 1973
- 『レンネル島の説話と他界観』慶応義塾大学文学部民族学・考古学研究室編 学生社 1978
- 『花咲爺の源流』ジャパン・パブリッシャーズ (新民俗文化叢書) 1978
- 『日本神話と中国神話』学生社 1979
- 『中国民話の旅から 雲貴高原の稲作伝承』日本放送出版協会 (NHKブックス)　1985

- 『中国の神獣・悪鬼たち 山海経の世界』東方書店 1986
- 『昔話伝説の系譜 東アジアの比較説話学』第一書房 1991
- 『中国の神話・伝説』東方書店 1996
- 『死者の棲む楽園 古代中国の死生観』角川選書　1998
- 『サネモリ起源考 日中比較民俗誌』青土社 2001

共編著
- 『インドネシア美術』(世界美術大系 別巻 第1)  講談社 1963
- 『日本神話研究』1-3 大林太良共編 学生社 1977
- 『日本の神話』1-6 松前健共編 ぎょうせい 1983-1985
- 『ふるさとの伝説』 7 寺社・祈願 ぎょうせい 1989
- 『ふるさとの伝説』 8 城・合戦 ぎょうせい 1990
- 『世界神話事典』大林太良・吉田敦彦・松村一男共編、(角川選書) 2005

監修・解説
- 『怪奇鳥獣図巻：大陸からやってきた異形の鬼神たち』工作舎 2001[3]

翻訳
- 『中国の民話』(アジアの民話 9) 森雅子共訳 大日本絵画 1981
- 『古代中国社会 美術・神話・祭祀』張光直著、東方書店 1994
- 『中国の巫術 その原理から祭り・鬼祓い・招魂・シャーマニズム等まで』張紫晨著、堀田洋子共訳、学生社 1995

## 参考
- 『人事興信録』1995年